# Enrico III di Lussemburgo
Enrico III di Lussemburgo (1070 circa – 1096) fu conte di Lussemburgo dal 1086, alla sua morte.

## Origine
Enrico, come ci viene confermato da La formation territoriale des principautés belges au moyen-âge (Brussels), Vol. II, era figlio del conte di Lussemburgo e difensore dell'abbazia di San Massimino di Treviri e dell'abbazia di Stablo, Corrado I e di Clemenza d'Aquitania che, sia secondo Le cartulaire de Marcigny-sur-Loire 1045-1144 (non consultato), sia secondo La comtesse Reine di Ad. Fabri era discendente dai conti di Poitiers e duchi 'Aquitania, figlia di Pierre-Guillaume VII, duca d'Aquitania e conte di Poitiers e della moglie, che, secondo il Chronicon sancti Maxentii Pictavensis, Chroniques des Eglises d'Anjou, era Ermesinda, di cui non si conoscono gli ascendenti (secondo lo storico francese), specializzato nella genealogia dei personaggi dell'Antichità e dell'Alto Medioevo, Christian Settipani era la figlia di Bernardo II, Conte de Bigorre e della sua prima moglie, Clémence).
Corrado I di Lussemburgo, secondo la Chronica Albrici Monachi Trium Fontium era figlio del Conte di Salm e di Longwy, poi conte di Lussemburgo e difensore dell'abbazia di San Massimino di Treviri e del monastero di San Willibrod di Echternach, Giselberto e della moglie, di cui non si conoscono né il nome né gli ascendenti e secondo alcuni storici era al suo secondo matrimonio; lo si potrebbe dedurre dal Mariani Scotti Chronicon, che citando i figli Corrado ed Ermanno, li considera fratelli uterini: il padre di Emanno non sarebbe Geselberto (Cuonradi fratrem Herimannum, Heinrici de Lacha fratris filium).
Giselberto era figlio del Conte di Moselgau e difensore delle abbazie di Stablo e Malmedy, Federico di Lussemburgo, come ci viene confermato dalla Histoire généalogique de la maison royale de Dreux (Paris), Luxembourg e della moglie di cui non si conosce il nome, che era figlia di Ermetrude, discendente dai Corradinidi, come ci viene confermato dalla Vita Adelheidis abbatissæ Vilicensis, conti e duchi della Franconia.

## Biografia
Enrico viene nominato, assieme alla madre, Clemenza, dal padre in due documenti: il n° XXXV ed il n° XXXVII del Berthelot III, inerenti alla fondazione di due monasteri, citati da La formation territoriale des principautés belges au moyen-âge (Brussels), Vol. II.
Suo padre, Corrado fu coinvolto in una disputa con l'arcivescovo di Treviri per l'abbazia di Saint-Maximin. John Allyne Gade, nel suo Luxembourg in the Middle Ages (non consultato), asserisce che Corrado catturò l'arcivescovo, Erberto, e che, per questo fu scomunicato. Dopo aver fatto onorevole ammenda, ancora secondo John Allyne Gade, per poter cancellare la propria scomunica, dovette partire in pellegrinaggio per Gerusalemme. Morì in Italia durante il viaggio di ritorno. Questa notizia viene confermata anche dal Bernoldi Chronicon del 1086: il conte Corrado, fratello del re Ermanno (Chonradus comes, frater Heremanni regis), come si racconta (ut aiunt), riconciliatosi con la chiesa(reconciliatus aeclesiae), morì sulla via di Gerusalemme (in Ierosolimitano itinere obiit); anche la Histoire ecclésiastique et civile du duché de Luxembourg et comté ..., Volume 3 conferma che Corrado morì sulla via del ritorno da Gerusalemme e che i suoi domestici lo fecero imbalsamare, nel luogo in cui era morto, e dopo due anni la moglie ed i figli lo andarono prelevare e lo seppellirono nella grotta dell'abbazia d'Altmünster, dove è stata trovata una lastra di piombo che commemora Corrado e ne riporta la data della morte: 8 agosto 1086. Come conte di Lussemburgo gli succedetteEnrico, come Enrico III, come conferma la lastra di piombo.
Ancora John Allyne Gade sostiene che Enrico divenne Difensore del monastero di San Willibrod di Echternach, che risulta da un documento del 1095, sottoscritto dal cugino, Ermanno II (ca. 1075 † 1135), Conte di Salm. Sempre John Allyne Gade sostiene che fece definitivamente pace con l'arcivescovo di Treviri e, che. come suo padre, fu sempre sostenitore dell'Imperatore, Enrico IV di Franconia, nella Lotta per le investiture.
Non si conosce la data esatta della morte di Enrico, avvenuta, nel 1096 circa, e senza lasciare discendenza, come testimonia la Histoire généalogique de la maison royale de Dreux (Paris), Luxembourg. Il fratello, Guglielmo, gli succedette come conte di Lussemburgo Guglielmo I.

## Discendenza
Non si conoscono né una moglie né discendenti.

## Ascendenza
|                            |                          |                           | Genitori                       |  |  | Nonni |  |  | Bisnonni                |  |  | Trisnonni               |  |
|                            |                          |                           |                                |  |  |       |  |  | Federico di Lussemburgo |  |  | Sigfrido di Lussemburgo |  |
|                            |                          |                           |                                |  |  |       |  |  | Federico di Lussemburgo |  |  | Sigfrido di Lussemburgo |  |
|                            |                          | Edvige di Nordgau         |                                |  |  |       |  |  | Federico di Lussemburgo |  |  |                         |  |
| Giselberto di Lussemburgo  |                          |                           |                                |  |  |       |  |  | Federico di Lussemburgo |  |  |                         |  |
|                            |                          | Ermetrude di Wetterau     | Eriberto di Wetterau           |  |  |       |  |  |                         |  |  |                         |  |
|                            |                          | Ermetrude di Wetterau     | Eriberto di Wetterau           |  |  |       |  |  |                         |  |  |                         |  |
|                            |                          | Ermetrude di Wetterau     | …                              |  |  |       |  |  |                         |  |  |                         |  |
| Corrado I di Lussemburgo   |                          | Ermetrude di Wetterau     |                                |  |  |       |  |  |                         |  |  |                         |  |
|                            |                          | …                         | …                              |  |  |       |  |  |                         |  |  |                         |  |
|                            |                          | …                         | …                              |  |  |       |  |  |                         |  |  |                         |  |
|                            |                          | …                         | …                              |  |  |       |  |  |                         |  |  |                         |  |
| …                          |                          | …                         |                                |  |  |       |  |  |                         |  |  |                         |  |
|                            |                          | …                         | …                              |  |  |       |  |  |                         |  |  |                         |  |
|                            |                          | …                         | …                              |  |  |       |  |  |                         |  |  |                         |  |
|                            |                          | …                         | …                              |  |  |       |  |  |                         |  |  |                         |  |
| Enrico III di Lussemburgo  |                          | …                         |                                |  |  |       |  |  |                         |  |  |                         |  |
|                            | Guglielmo V di Aquitania | Guglielmo IV di Aquitania |                                |  |  |       |  |  |                         |  |  |                         |  |
|                            | Guglielmo V di Aquitania | Guglielmo IV di Aquitania |                                |  |  |       |  |  |                         |  |  |                         |  |
|                            | Guglielmo V di Aquitania | Emma di Blois             |                                |  |  |       |  |  |                         |  |  |                         |  |
| Guglielmo VII di Aquitania | Guglielmo V di Aquitania |                           |                                |  |  |       |  |  |                         |  |  |                         |  |
|                            |                          | Agnese di Borgogna        | Ottone I Guglielmo di Borgogna |  |  |       |  |  |                         |  |  |                         |  |
|                            |                          | Agnese di Borgogna        | Ottone I Guglielmo di Borgogna |  |  |       |  |  |                         |  |  |                         |  |
|                            |                          | Agnese di Borgogna        | Ermentrude di Roucy            |  |  |       |  |  |                         |  |  |                         |  |
| Clemenza d'Aquitania       |                          | Agnese di Borgogna        |                                |  |  |       |  |  |                         |  |  |                         |  |
|                            |                          | …                         | …                              |  |  |       |  |  |                         |  |  |                         |  |
|                            |                          | …                         | …                              |  |  |       |  |  |                         |  |  |                         |  |
|                            |                          | …                         | …                              |  |  |       |  |  |                         |  |  |                         |  |
| Ermesinda                  |                          | …                         |                                |  |  |       |  |  |                         |  |  |                         |  |
|                            |                          | …                         | …                              |  |  |       |  |  |                         |  |  |                         |  |
|                            |                          | …                         | …                              |  |  |       |  |  |                         |  |  |                         |  |
|                            |                          | …                         | …                              |  |  |       |  |  |                         |  |  |                         |  |
|                            |                          | …                         |                                |  |  |       |  |  |                         |  |  |                         |  |

### Fonti primarie
- (LA)  Chronicon Santi Maxentii Pictavinis, Chroniques des Eglises d´Anjou.
- (LA)  Monumenta Germaniae Historica, Scriptores, tomus V.
- (LA)  Monumenta Germaniae Historica, Scriptores, tomus XV.2.
- (LA)  Monumenta Germaniae Historica, Scriptores, tomus XXIII.

### Letteratura storiografica
- Z.N. Brooke, La Germania sotto Enrico IV e Enrico V, in «Storia del mondo medievale», vol. IV, 1999, pp. 422–482
- (FR)  Histoire généalogique de la maison royale de Dreux (Paris), Luxembourg.
- (FR)  Fabri ´La comtesse Reine´.
- (FR)  Histoire ecclésiastique et civile du duché de Luxembourg et comté ..., Volume 3.